# Pomaulax spiratus
Pomaulax spiratus là một loài ốc biển thuộc họ Turbinidae.  

## Phân bổ
Loài này phân bố ở Vịnh California, Tây Mexico